# Spuk in Bly Manor
Spuk in Bly Manor (The Haunting of Bly Manor) ist eine US-amerikanische Mystery-Dramaserie von Mike Flanagan, basierend auf der Novelle The Turn of the Screw von Henry James und weiteren seiner Werke, die am 9. Oktober 2020 auf Netflix erschien. Es handelt sich um die Nachfolgeserie zu Spuk in Hill House von 2018, aus der mehrere Hauptdarsteller wiederkehren, ohne dass eine inhaltliche Verbindung zwischen den beiden Geschichten besteht.

## Handlung
In der Rahmenhandlung findet 2007 in Nordkalifornien in einem Schloss ein Probedinner für eine Hochzeit statt. Als sich die Gesellschaft mit dem Hochzeitspaar anschließend um den Kamin versammelt, beginnt eine grauhaarige Frau eine Gespenstergeschichte mit zwei Kindern zu erzählen:
In der Binnen- und Haupthandlung, die 1987 spielt, nimmt die Amerikanerin Dani Clayton, nachdem sie ihren Verlobten Edmund bei einem Autounfall verloren hat, in London bei dem Anwalt Henry Wingrave eine Stellung als Au-pair an, auf seine Nichte Flora und seinen Neffen Miles, der vorzeitig aus dem Internat entlassen worden war, in dem Familienanwesen in Bly aufzupassen. Deren vorige Erzieherin soll sich selbst auf dem Anwesen das Leben genommen haben. Sie lebt daraufhin in Bly Manor und lernt die weiteren Angestellten, Haushälterin Hannah Grose, Gärtnerin Jamie und Koch Owen Sharma kennen, der sich in der Stadt um seine kranke Mutter kümmert. Als sich merkwürdige Vorfälle häufen und Dani einen Eindringling zu sehen scheint, vermuten die Angestellten dahinter Peter Quint, den früheren Assistenten Henrys, der aus dem Anwesen Wertgegenstände gestohlen haben und dann verschwunden sein soll. Während Owen und Hannah davon träumen, gemeinsam nach Paris zu gehen, beginnt Dani nach einiger Zeit mit Jamie zu schlafen.
In Rückblicken wird gezeigt, dass zwei Jahre zuvor Dominic und Charlotte Wingrave, die Eltern der Kinder, nachdem Dominic erkannt hatte, dass Henry mit Charlotte schlief und Flora eigentlich Henrys Tochter ist, bei einer Reise in Indien verstorben waren. Im Folgejahr stellte Peter, ein schottischer Immigrant, als Erzieherin für die Kinder Rebecca Jessel ein, die eigentlich Anwältin werden wollte. Peter und Rebecca begannen bald eine Affäre, doch als Peter ihr vorschlug, gemeinsam nach Amerika zu gehen, wurde er im Anwesen von dem Geist einer in Weiß gekleideten Frau (der Frau im See) getötet, worauf er sofort selbst als Geist wiedererschien und entdeckte, dass er von Miles Besitz ergreifen kann. Nachdem Peter Rebecca überzeugt hatte, ihn bereitwillig in sich hineinzulassen, ertränkte er ihren Körper im See des Grundstücks, damit auch sie ein Geist ist. Sein Plan war nun, dass sie jeweils in Miles und Flora treten, währenddessen die Kinder in Erinnerungen weggesteckt werden, um als diese zusammen zu leben. Genervt von Hannah, die Peter nicht leiden konnte und Miles ausschimpfte, brachte Peter sie um, indem er sie in den Brunnen hinunterstieß, gerade in dem Moment als Dani ankam. Hannah wandelte von da an also als Geist im Anwesen weiter, ohne dass sie es selbst realisierte.
In einer weiteren Binnenhandlung schildert die Erzählerin die Geschichte früherer Bewohner des Anwesens im 17. Jahrhundert, der Schwestern Willoughby. Die Ältere Viola heiratete Arthur Lloyd, bekam eine Tochter namens Isabel und häufte Schmuck und Kleider an. Bald erkrankte sie äußerst schwer, weigerte sich aber zu sterben und konnte jahrelang ihr Bett nicht verlassen, bis ihre Schwester Perdita sie schließlich erstickte. Als Jahre später Perdita, die mittlerweile Arthur geheiratet hatte, die Truhe mit Violas Kleidern öffnete, an die deren Geist gebunden war, erwürgte Viola Perdita. Als Arthur und Isabel das Anwesen verließen, warfen sie die Truhe in den See, wodurch Violas Geist zur Frau im See wurde. Sie geht immer wieder den Weg von dort zum Zimmer ihrer Tochter ab und tötet die Menschen, die ihr dabei im Weg stehen, so auch Peter Quint.
Als Dani Clayton Rebeccas und Peters Geister sieht, wird sie von den Kindern gefesselt, und die Geister setzen ihren Plan um, in diese hineinzugehen. Während aber Miles Peter hineingelassen hat, haben Flora und Rebecca nur so getan. Flora und Dani versuchen darauf zu fliehen, werden im Garten aber von Viola angegriffen. Um das Kind zu beschützen, lässt Dani Viola bereitwillig in sich hinein, wodurch deren Fluch gebrochen scheint. Darauf ziehen Henry mit den Kindern, die sich mit der Zeit nicht mehr an die Ereignisse in Bly erinnern, sowie Dani und Jamie jeweils nach Amerika, wo sie miteinander leben und sich symbolisch verloben. Owen hat zu Ehren Hannahs ein Restaurant in Paris eröffnet. Nach fünf Jahren beginnt Dani, in Spiegelungen Viola zu sehen und Angst vor ihr zu haben, worauf sie, um Jamie nicht zu gefährden, sich im See von Bly Manor das Leben nimmt.
Nachdem die Erzählerin ihre Geschichte beendet hat und die übrigen Gäste sie verlassen haben, spricht die Braut noch mit ihr und sagt, es sei keine Geister-, sondern eine Liebesgeschichte gewesen. Da wird ersichtlich, dass die Braut die erwachsene Flora ist und die Erzählerin Jamie. Auch Miles, Henry und Owen sind auf der Feier anwesend. In der letzten Szene schläft Jamie in ihrem Hotelzimmer auf einem Sessel ein, während sie – wie bereits in den vergangenen Jahren – bei geöffnetem Türspalt auf die Rückkehr von Danis Geist wartet. Schließlich ist eine Hand mit Danis Verlobungsring auf ihrer Schulter zu sehen.

## Episodenliste
Die gesamte Staffel wurde am 9. Oktober 2020 auf Netflix veröffentlicht. Die Titel der Episoden verweisen auf weitere Werke von Henry James.
| Nr. | Deutscher Titel                    | Originaltitel                      | Regie                       | Drehbuch              |
| --- | ---------------------------------- | ---------------------------------- | --------------------------- | --------------------- |
| 1 | Der großartig gute Ort             | The Great Good Place               | Mike Flanagan               | Mike Flanagan         |
| 2007, Nordkalifornien: Nach dem Probedinner für eine Hochzeit versammeln sich das Brautpaar und die Gäste am Kamin. Als sie auf Gespenstergeschichten zu sprechen kommen, beginnt eine ältere Frau, eine Geschichte über zwei Kinder zu erzählen. 1987, England: Dani Clayton erhält bei Henry Wingrave eine Stellung als Au-pair, auf seine Nichte und seinen Neffen in Bly Manor aufzupassen und sie zu erziehen. Ihre Vorgängerin soll sich das Leben genommen haben. Auf dem Anwesen trifft sie die Kinder Flora und Miles und die Angestellten Koch Owen, Hannah und später Gärtnerin Jamie. Flora, die in ihrem Zimmer ein Puppenhausmodell des Anwesens hat, warnt sie, nachts ihr Zimmer nicht zu verlassen, um der Frau aus dem See zu entgehen. Dani sieht einen Fremden auf dem Grundstück und es gibt Anrufe, bei denen sich niemand meldet. In einer Nacht bringen die Kinder sie dazu, in Floras Schrank zu gehen, und schließen sie ein, worauf sie in Panik ausbricht. Nachdem sie sie wieder hinauslassen, sind auf dem Flurboden schlammige Fußabdrücke. |                                    |                                    |                             |                       |
| 2 | Der Schüler                        | The Pupil                          | Ciaran Foy                  | James Flanagan        |
| Sechs Monate vorher: Nachdem Miles am Semesterbeginn im Internat einen Brief von Flora mit der Nachricht „Komm nach Hause“ erhalten hat, beginnt er sich danebenzubenehmen, etwa mit einer Prügelei und indem er einen Vogel umbringt, sodass er nach Hause geschickt wird. Dani lässt die Kinder den Boden wischen, worauf Miles eine Puppe von Flora den Wäscheschacht hinunterwirft, und die Gartenarbeit übernehmen. Beim Aufräumen von Danis Sachen findet Flora eine zerbrochene Brille, was diese zum Weinen bringt. In Spiegeln sieht sie immer wieder eine Figur mit Scheinwerferlicht in den Brillengläsern. Beim Versteckspielen mit den Kindern findet Dani im Zimmer der verstorbenen Eltern ein Foto der früheren Erzieherin Rebecca mit ihrem Geliebten, dem Fremden, den sie gesehen hatte. Als dieser wieder vor einem Fenster erscheint, kippt Miles ohnmächtig um. |                                    |                                    |                             |                       |
| 3 | Die zwei Gesichter (Teil 1)        | The Two Faces, Part One            | Ciaran Foy                  | Diane Ademu-John      |
| Ein Jahr vorher: Rebecca Jessel wird nach einem Bewerbungsgespräch bei Henry Wingrave und Peter Quint als Erzieherin der Kinder eingestellt. In Bly Manor verrät sie Peter, dass sie hofft, ein Anwaltspraktikum bei Henry zu ergattern. Sie flirten miteinander und beginnen eine Affäre, die Hannah missbilligt. Bald schon wird Peter besitzergreifend und eifersüchtig, als sie nett zu Owen ist. Ein Polizist hat bei seinem Rundgang Peter Quint, der Henry Geld gestohlen haben soll, nicht gefunden, also gehen Dani und Jamie selbst auf Suche. Die anderen Angestellten beschließen, über Nacht im Manor zu bleiben. Am nächsten Morgen sieht Flora am See Rebeccas Geist, was sie aufwühlt. Später führen die Kinder auf der Treppe Märchenstunde vor, bei der Flora die Geschichte einer Katze und Miles von einem Puppenmacher erzählt. Währenddessen erhält Owen telefonisch die Nachricht, dass seine Mutter verstorben ist, und fährt weg. Alleine draußen sieht Dani wieder die Scheinwerferfigur und bekommt eine Panikattacke. |                                    |                                    |                             |                       |
| 4 | Wie alles kam                      | The Way It Came                    | Liam Gavin                  | Laurie Penny          |
| Rückblicke: Dani war vor Kurzem mit ihrem Kindheitsfreund Edmund verlobt. Dessen Mutter schenkt ihr auf der Feier ihr altes Brautkleid. Bei einem Essen zu zweit sagt Dani Edmund, dass sie ihn nicht heiraten kann. Als er nach einem Streit darüber aus dem Auto aussteigt, wird er von einem Lastwagen erfasst, dessen Scheinwerfer sich in seiner Brille spiegeln. Im Krankenhaus sieht sie erstmals seinen Geist. Dani entscheidet sich, nicht auf die Beerdigung von Owens Mutter zu gehen. Flora paust im Garten Grabsteininschriften ab, auch in der Kirche den Namen Viola Lloyd. Auch Hannah bleibt dort und bereitet mit den Kindern Owens Lieblingsgericht. Bei dem Essen, nachdem Owen überraschend zurückgekehrt ist, benimmt Miles sich wie ein Erwachsener und verlangt Wein. Abends versammeln die Erwachsenen sich an einem Lagerfeuer. Jamie schlägt vor, nach einer alten Tradition symbolische Knochen für die Verstorbenen hineinzuwerfen. Hannah spricht über Rebecca, Jamie über Lord und Lady Wingrave, Owen über seine Mutter. Im Gewächshaus küsst Dani Jamie, aber sieht Edmunds Geist wieder, und Jamie fährt mit Owen ins Dorf. Als Dani nachts aufwacht und angetrunken umhergeht, lenken die Kinder sie ab, während die Frau aus dem See vorbeizieht. Schließlich wirft sie Edmunds Brille in das Feuer. |                                    |                                    |                             |                       |
| 5 | Der Altar der Toten                | The Altar of the Dead              | Liam Gavin                  | Angela LaManna        |
| Am Lagerfeuer erinnert Hannah sich zurück an Owens Bewerbungsgespräch. Sie springt zwischen verschiedenen Erinnerungen umher, agiert in diesen, als ob sie sich gerade darin befindet, sieht auch Momente, in denen sie eigentlich nicht anwesend war, und kehrt mit neuen Erkenntnissen immer wieder zu dem Bewerbungsgespräch zurück. Erinnerungen: Nach seiner Rückkehr zu Bly und Versöhnung mit Rebecca beginnt Peter, Schmuck aus Charlottes Hinterlassenschaften zu stehlen. Eines Abends schlägt er Rebecca vor, gemeinsam nach Amerika zu gehen, und sie solle packen und ihm vertrauen. In einer Nacht wird er vor den Augen der Kinder von dem Geist der Frau aus dem See an der Kehle gepackt. Er kehrt sofort als Geist zurück und beobachtet, wie sie seinen Körper aus dem Haus schleift. Dabei fährt er für einen kurzen Moment in Miles hinein. Von da an benimmt sich Miles immer wieder Mal wie ein Erwachsener, etwa indem er raucht. Eines Tages, als Hannah Miles mit Peter am Brunnen sieht, stößt Peter in Miles’ Körper sie den Brunnen hinunter, wo sie stirbt und als Geist zurückkehrt. In dem Moment kommt Dani an und begrüßt sie. |                                    |                                    |                             |                       |
| 6 | Das glückliche Eck                 | The Jolly Corner                   | Yolanda Danke & Ben Howling | Rebecca Leigh Klingel |
| Flora sieht Rebeccas Geist und wird von ihr in ihre Erinnerungen weggesteckt, was für die anderen scheint, als ob sie schlafwandle. Abends zeigt Jamie Dani eine Mondblüte und als Owen auf die Kinder aufpasst, schlafen sie nachts miteinander. Auf Danis Anrufe über Floras Zustand reagiert Henry nicht. Er betrinkt sich in seinem Büro im Selbstgespräch mit seiner dunklen Seite in Erinnerung an die verstorbenen Wingraves. Er ist der stumme Anrufer in Bly Manor, da nie Flora abhebt. Schließlich beschließt er, zum Anwesen zu fahren. Als auch Dani Rebecca und Peter sieht, will sie mit Flora fliehen, aber Miles schlägt sie von hinten nieder. Erinnerungen: Dominic kommt gerade rechtzeitig zur scheinbaren Frühchengeburt von Flora. Als Flora fünf Jahre alt ist, sieht sie den Geist eines Jungen ohne Gesicht, dem sie laut Henry eine Geschichte geben soll. Zu ihrem sechsten Geburtstag schenkt Henry ihr das Puppenhaus und Dominic erkennt, dass Henry Floras Vater ist, den er darauf im Büro aus dem Anwesen verbannt. Nachdem Dominic und Charlotte als zweite Flitterwochen nach Indien gefahren sind, erhält Henry bald darauf die Nachricht, dass sie durch einen Unfall verstorben sind. Als der Geist des Jungen eine Puppe in das Modellhaus legt, gibt Flora ihm eine Maske für das Gesicht. |                                    |                                    |                             |                       |
| 7 | Die zwei Gesichter (Teil 2)        | The Two Faces, Part Two            | Yolanda Ramke & Ben Howling | Clarkson-Zwillinge    |
| Dani ist auf dem Dachboden gefesselt und geknebelt. Während die Kinder vorschlagen, sie solle auch in Erinnerungen weggesteckt werden und traumwandeln, gleiten Rebecca und Peter selbst in Erinnerungen an. Als sie wieder da sind, sollen die Kinder ihnen nun helfen, damit sie nicht verblassen und ihr Gesicht verlieren; die Kinder würden im Gegenzug für immer in Erinnerungen weggesteckt, in denen sie mit ihren Eltern leben. Gerade als die Kinder die Geister in sich gelassen haben, ruft Hannah nach ihnen und Miles geht zu ihr. Er zwingt sie, den Brunnen hinabzuschauen, wodurch Hannah erkennt, dass sie tot ist. Währenddessen bindet Flora Dani los und enthüllt, dass sie und Rebecca nur geflunkert haben. Dani flieht mit Flora nach draußen, aber wird von der Frau aus dem See gepackt. Erinnerungen: Nachdem ein Polizist mit Hannah und Rebecca darüber spricht, dass Peter scheinbar Wertsachen gestohlen habe und abgehauen sei, erzählt Miles Rebecca, ein Monster habe Peter geholt. Jamie ermutigt Rebecca, Henry endlich auf das Anwaltspraktikum anzusprechen. Plötzlich zeigt Peter sich Rebecca und klärt sie auf, dass er ein Geist ist und das Anwesen nicht verlassen kann. Sie können sich nicht berühren, aber Peter kann in sie hineinfahren, wobei er nach kurzer Zeit ausgestoßen wird. Damit sie zusammenbleiben können, bittet sie ihn in sich hinein, wodurch er ihren Körper übernimmt. Als Rebecca geht Peter in den See und ertränkt sie so, damit sie auch ein Geist wird. Flora und Jamie sehen die treibende Leiche. |                                    |                                    |                             |                       |
| 8 | Die Romantik mancher alter Kleider | The Romance of Certain Old Clothes | Axelle Carolyn              | Leah Fong             |
| An dieser Stelle schiebt die Erzählerin eine andere Geschichte über Bly ein. Die Szenen dieser Geschichte sind als Schwarzweißfilm dargestellt. Mitte des 17. Jahrhunderts: Nachdem die Schwestern Viola und Perdita Willoughby ihren Vater verloren haben, heiratet die ältere Viola aus strategischen Gründen den Verwandten Arthur Lloyd, entwickelt aber bald auch Liebe zu ihm und bekommt eine Tochter namens Isabel. Während sie wertvolle Kleider ansammelt, erkrankt sie an der Lunge (wahrscheinlich Tuberkulose) und muss von der Familie in einem anderen Schlafzimmer separiert werden. Sie weigert sich, den Ritus des Vikars nachzusprechen, damit Gott ihre Seele aufnehme, und zu sterben. Nach fünf Jahren, in denen Viola verbittert und Perdita und Arthur sich angenähert haben, lässt Viola ihre Kleider für Isabel in einer Truhe auf dem Dachboden verwahren. Als Arthur auf Reisen ist, erstickt Perdita ihre Schwester, worauf bald Perdita und Arthur heiraten. An Violas sechsten Todestag entscheidet Perdita aus Geldnot die Truhe zu öffnen und wird dabei von Violas Geist erwürgt. Als Arthur und Isabel das Anwesen verlassen, werfen sie die Truhe in den See, worauf Viola beschließt, nicht ins Jenseits überzugehen. Sie geht immer wieder auf der Suche nach ihrer Tochter zu ihrem Schlafzimmer im Anwesen und zurück in den See. Wenn Menschen dabei ihren Weg kreuzen, tötet sie diese. Mit der Zeit verblasst sie und ihr Gesicht. Als sie einmal ein Kind in dem Bett sieht, nimmt sie ihn in den See mit (Floras Junge ohne Gesicht). |                                    |                                    |                             |                       |
| 9 | Das Tier im Dschungel              | The Beast in the Jungle            | E. L. Katz                  | Julia Bicknell        |
| Während Viola Dani in das Haus schleift, geht sie durch Hannah hindurch. In ihrem alten Zimmer bittet Flora sie, Dani gehen zu lassen, und Viola nimmt das Mädchen in ihren Armen zum See mit. Henry kommt an, den Viola zu Boden wirft, und dann Owen und Jamie zusammen. Auf Bitte Rebeccas lässt Flora diese in sich hinein, damit Rebecca stattdessen das Ertrinken fühlt, aber gerade bevor Viola und Flora unter der Oberfläche sind, bittet Dani Viola in sich hinein und ist an ihrer Stelle, sodass sie Flora aus dem See retten kann. Darauf ist Violas Kraft gebrochen und alle Geister erlöst; Peter verschwindet aus Miles, Hannah verschwindet und Owen und Jamie sehen ihre Leiche im Brunnen. Henry mit den Kindern sowie Dani, die spürt, dass Viola in ihr wartet, und Jamie ziehen darauf jeweils nach Amerika, wo die beiden ein Blumengeschäft betreiben. Nach fünf Jahren macht Dani Jamie einen symbolischen Antrag, da sie nicht legal heiraten können. Sie besuchen Owen, der in Paris ein Restaurant zu Ehren Hannahs eröffnet hat; er erzählt ihnen, dass die Kinder sich nicht mehr an die Vorfälle in Bly erinnern können. Dani sieht Viola in Spiegelungen und hat Angst, sich selbst zu verlieren. Als Dani eines Tages verschwunden ist, fährt Jamie nach Bly und findet sie im See ertrunken. Ihr weiteres Leben hindurch versucht Jamie, in Spiegelungen Dani zu sehen. Rahmenhandlung: Als die Erzählerin mit der Geschichte endet, sagt sie auf die Nachfrage einer Frau, man könne kein Anwesen mit dem Namen Bly finden, aber es gebe das Anwesen wirklich. Nachdem alle anderen gegangen sind, bleibt nur die Braut bei ihr. Sie sagt, es sei eine Liebesgeschichte gewesen, und spricht als lustigen Zufall an, dass Flora ihr zweiter Vorname sei. Bei der Hochzeitsfeier sieht die Erzählerin, Jamie, die Personen der Geschichte wieder, wie sie damals waren. In ihrem Hotelzimmer hofft sie schließlich, dass Dani zu ihr kommt. |                                    |                                    |                             |                       |

## Besetzung und Synchronisation
Die deutschsprachige Synchronisation entstand nach Dialogbüchern und unter der Dialogregie von Ralf Pel durch die RRP Media UG.
| Rolle                    | Darsteller              | Synchronsprecher       |
| Haupthandlung            | Haupthandlung           | Haupthandlung          |
| ------------------------ | ----------------------- | ---------------------- |
| Dani Clayton             | Victoria Pedretti HH    | Patrizia Carlucci      |
| Peter Quint              | Oliver Jackson-Cohen HH | Peter Sura             |
| Jamie                    | Amelia Eve              | Greta Galisch de Palma |
| Owen Sharma              | Rahul Kohli             | Julian Tennstedt       |
| Rebecca Jessel           | Tahirah Sharif          | Damineh Hojat          |
| Flora Wingrave           | Amelie Bea Smith        | Bonny von Lenski       |
| Miles Wingrave           | Benjamin Evan Ainsworth | Hannes Ploner          |
| Henry Wingrave           | Henry Thomas HH         | Viktor Neumann         |
| Hannah Grose             | T’Nia Miller            | Nora Kunzendorf        |
| Rückblicke               |                         |                        |
| Edmund O’Mara            | Roby Attal              | Tino Mewes             |
| Charlotte Wingrave       | Alex Essoe              | Mareile Moeller        |
| Dominic Wingrave         | Matthew Holness         | Christian Holdt        |
| Viola Willoughby         | Kate Siegel HH          | Nadine Heidenreich     |
| Perdita Willoughby       | Katie Parker HH         | Maria Jany             |
| Rahmenhandlung           |                         |                        |
| Erzählerin (Jamie)       | Carla Gugino HH         | Victoria Sturm         |
| Braut (Flora)            | Christie Burke          | Franziska Endres       |
| Bräutigam James          | Greg Sestero            |                        |
| Vater der Braut (Henry)  | Duncan Fraser           |                        |
| Bruder der Braut (Miles) | Thomas Nicholson        |                        |
| Familienfreund (Owen)    | Kamal Khan              |                        |

## Produktion und Veröffentlichung
Im Februar 2019 bestellte Netflix bei dem Kreativteam mit Schöpfer Mike Flanagan der im Oktober 2018 erschienenen Miniserie Spuk in Hill House (im Original The Haunting of Hill House) eine weitere Staffel für das damit gebildete Anthologie-Franchise The Haunting. Der zweiten Serie diente das Werk The Turn of the Screw von Henry James als Inspiration. Umgesetzt wurden aber auch weitere Geschichten James’.
Mehrere Schauspieler aus Spuk in Hill House kehrten für die neue Serie zurück, so Victoria Pedretti, Oliver Jackson-Cohen und Henry Thomas in Hauptrollen, dazu Kate Siegel und Katie Parker. Die Wiederbesetzung von Carla Gugino als Erzählerin wurde bis zur Veröffentlichung geheim gehalten. Jackson-Cohen enthüllte, dass er ursprünglich den Gärtner als Geliebten der Rolle Pedrettis spielen sollte, was Netflix abgelehnt haben soll, weil sie in Hill House zuvor Zwillinge verkörperten.
Die Dreharbeiten fanden vom September 2019 bis zum Februar 2020 in Vancouver statt.
Die Serie erschien mit neun Episoden am 9. Oktober 2020.

## Rezeption
Auf der Review-Aggregator-Website Rotten Tomatoes erreicht die Serie eine Kritikerbewertung von 87 % nach 86 Kritiken und bei Metacritic eine Bewertung von 62 anhand 17 Kritiken.

### Auszeichnungen und Nominierungen
- Satellite Awards 2020: Beste Genre-Serie – Auszeichnung
- GLAAD Media Awards 2021: Beste abgeschlossene Serie – Nominierung
- MTV Movie & TV Awards 2021: Beste verängstigte Darstellung, für Victoria Pedretti – Nominierung
- Saturn Awards 2021: Best Television Presentation